# Криптантус
Криптантус (лат. Cryptanthus) — род многолетних растений, семейства Бромелиевые (Bromeliaceae), естественно произрастающий на территории Бразилии.
Растения популярны в домашнем цветоводстве. Они образуют компактные розетки из удлиненных листочков, которые собраны в центре растения. Листья обычно имеют широкую основу и постепенно сужаются к концу, часто с волнистыми краями.

## Название
Родовое латинское (научное) название Cryptanthus происходит от др.-греч. κρυπτός, kruptós — «скрытый» и греч. άνθος, (ánthos) — «цветок». Русскоязычное название является транслитерацией латинского.
Народное название — «земляная звезда».

## Описание

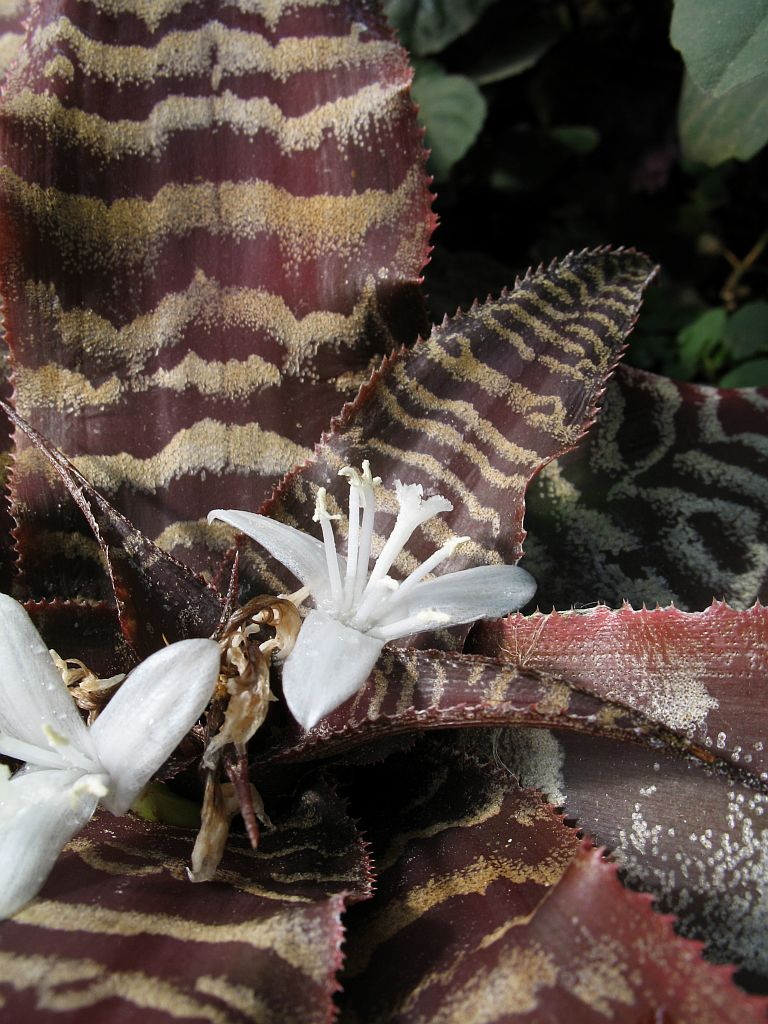
Cryptanthus zonatus

Криптантус отличается разнообразием окраски листьев. Они могут быть окрашены в различные оттенки коричнево-красного, белого, зелёного, розового или жёлтого цвета. В домашних условиях часто выращиваются виды с узорными или полосатыми листьями. Растение образует маленькие цветочки, спрятанные внутри листовой розетки.
После цветения материнская розетка обычно погибает, но перед этим вокруг неё появляются «детки» или боковые побеги, которые можно отделить и использовать для размножения. Растение имеет хорошо развитые корни и предпочитает питательную почву.
Для выращивания криптантуса в домашних условиях рекомендуется использовать обычные цветочные горшки. Растение требует высокой влажности воздуха и может быть помещено в полузакрытую или закрытую емкость, такую как террариум или флорариум.

## Распространение
Естественно произрастает в Бразилии. Род был также интродуцирован в Центральной Мексике.

## Таксономия
Ранее этот род включал два признанных подрода: типовой подрод и подрод Hoplocryptanthus, который позднее был отделен и выделен в отдельный род под названием Hoplocryptanthus. Все представители рода являются эндемиками Бразилии.
Cryptanthus Otto & A.Dietr., первое упоминание в Allg. Gartenzeitung 4: 298 (1836), nom. cons..

### Синонимы
Гетеротипные (основанные на разных номенклатурных типах):
- Madvigia Liebm. (1854)
- Pholidophyllum Vis. (1847)

### Виды
На ноябрь 2022 года, Plants of the World Online признает следующие виды:
- Cryptanthus acaulis (Lindl.) Beer
- Cryptanthus alagoanus Leme & J.A.Siqueira
- Cryptanthus apiculatantherus D.M.C.Ferreira, E.M.Almeida & Louzada
- Cryptanthus bahianus L.B.Sm.
- Cryptanthus beuckeri É.Morren
- Cryptanthus bibarrensis Leme
- Cryptanthus bivittatus (Hook.) Regel
- Cryptanthus boanovensis Leme
- Cryptanthus brevibracteatus D.M.C.Ferreira & Louzada
- Cryptanthus brevifolius Leme
- Cryptanthus bromelioides Otto & A.Dietr.
- Cryptanthus capitatus Leme
- Cryptanthus capitellatus Leme & L.Kollmann
- Cryptanthus cinereus D.M.C.Ferreira & Louzada
- Cryptanthus colnagoi Rauh & Leme
- Cryptanthus coriaceus Leme
- Cryptanthus correia-araujoi Leme
- Cryptanthus crassifolius Leme
- Cryptanthus cruzalmensis Leme & E.H.Souza
- Cryptanthus delicatus Leme
- Cryptanthus diamantinensis Leme
- Cryptanthus dianae Leme
- Cryptanthus dorothyae Leme
- Cryptanthus felixii J.A.Siqueira & Leme
- Cryptanthus flesheri E.H.Souza & Leme
- Cryptanthus giganteus Leme & A.P.Fontana
- Cryptanthus grazielae H.Luther
- Cryptanthus guanduensis Leme & L.Kollmann
- Cryptanthus heimenii P.J.Braun & Gonç.Brito
- Cryptanthus ilhanus Leme
- Cryptanthus incrassatus L.B.Sm.
- Cryptanthus lacerdae Van Geert
- Cryptanthus lutandensis E.H.Souza & Leme
- Cryptanthus lutherianus I.Ramírez
- Cryptanthus lyman-smithii Leme
- Cryptanthus marginatus L.B.Sm.
- Cryptanthus maritimus L.B.Sm.
- Cryptanthus minarum L.B.Sm.
- Cryptanthus osiris W.Weber
- Cryptanthus pickelii L.B.Sm.
- Cryptanthus praetextus É.Morren ex Baker
- Cryptanthus pseudopetiolatus Philcox
- Cryptanthus reisii Leme
- Cryptanthus reptans Leme & J.A.Siqueira
- Cryptanthus rigidifolius Leme
- Cryptanthus robsonianus Leme
- Cryptanthus santateresinhensis Leme
- Cryptanthus santosii Leme & E.H.Souza
- Cryptanthus seidelianus W.Weber
- Cryptanthus sergipensis I.Ramírez
- Cryptanthus solidadeanus Leme & E.H.Souza
- Cryptanthus tabuleiricola Leme & L.Kollmann
- Cryptanthus teretifolius Leme
- Cryptanthus ubairensis I.Ramírez
- Cryptanthus univittatus Leme
- Cryptanthus venecianus Leme & L.Kollmann
- Cryptanthus viridipetalus Leme & L.Kollmann
- Cryptanthus viridovinosus Leme
- Cryptanthus walkerianus Leme & L.Kollmann
- Cryptanthus warren-loosei Leme
- Cryptanthus zonatus (Lem.) Vis.

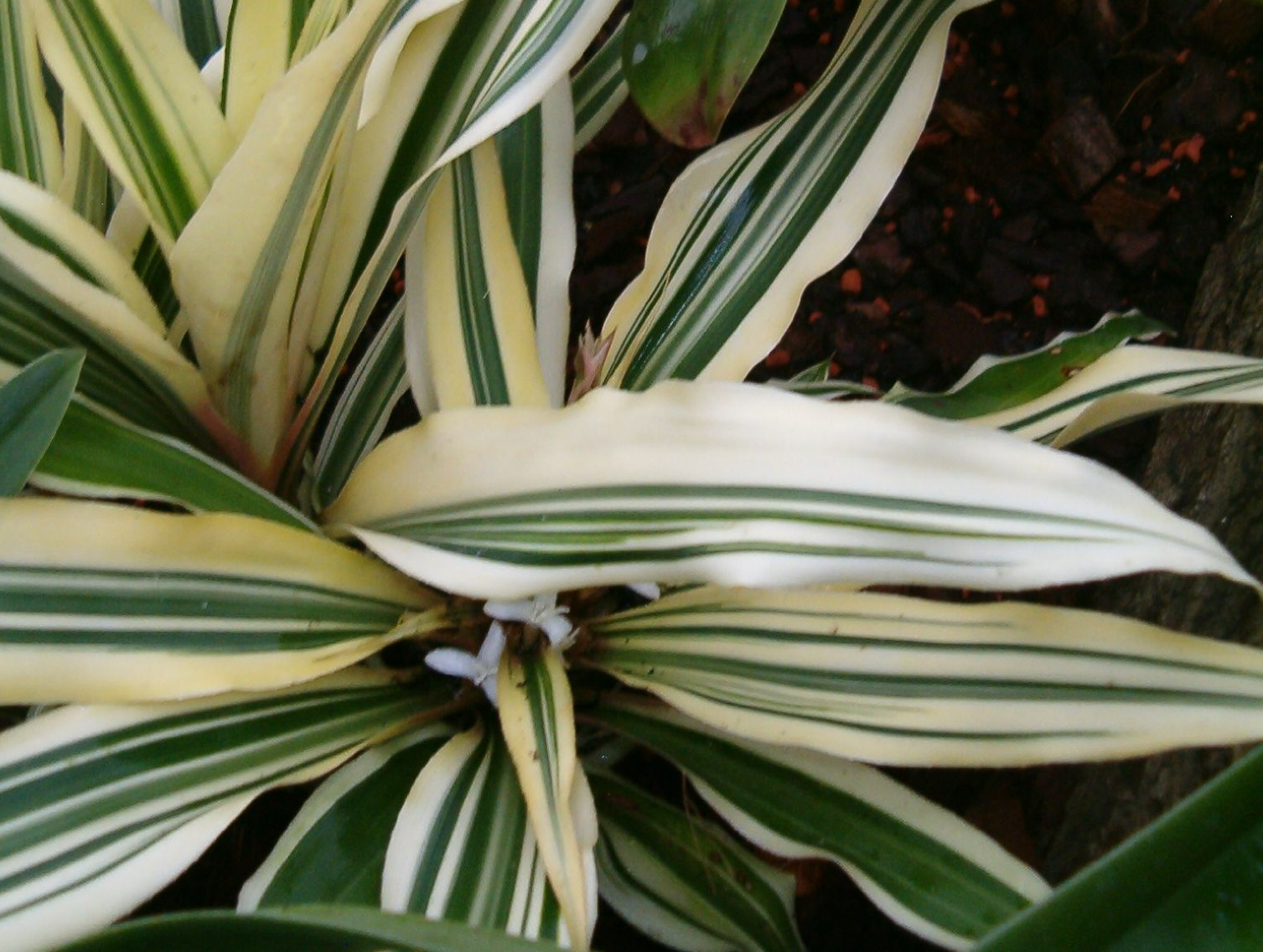
Cryptanthus bromelioides
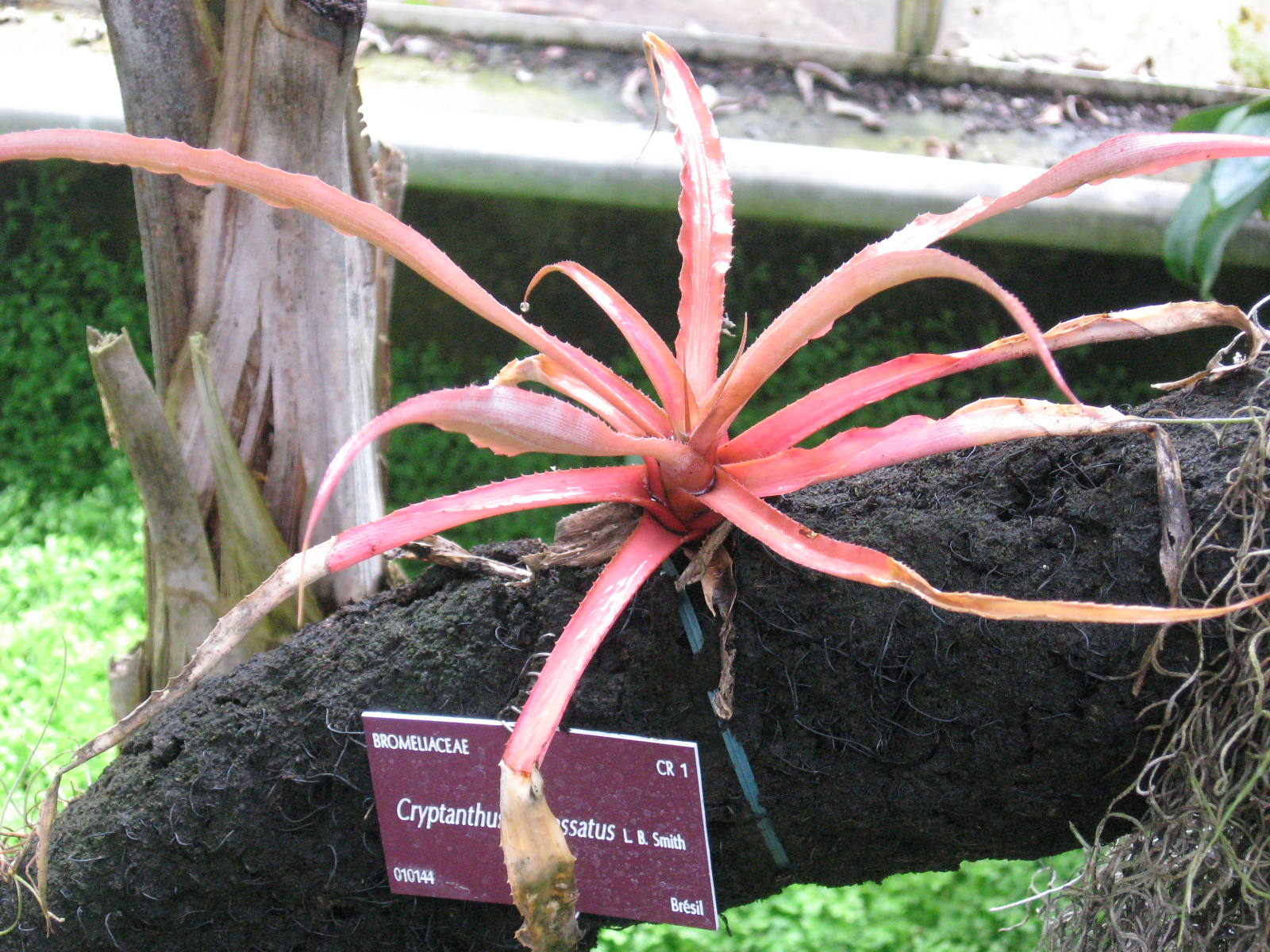
Cryptanthus incrassatus
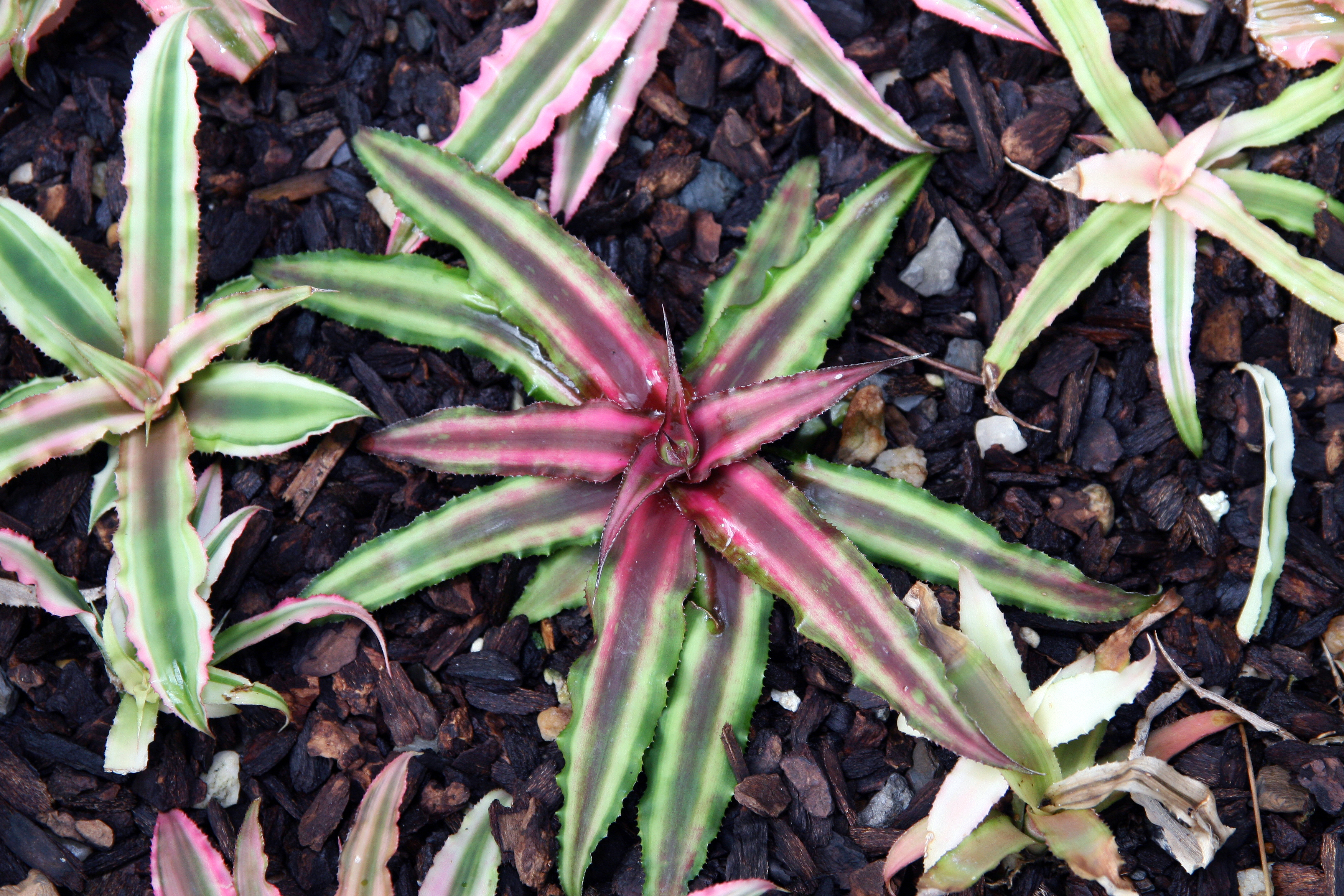
Cryptanthus bivittatus

## Выращивание и уход
Криптантусы в домашних условиях выращивают в небольших горшочках, поодиночке или с другими растениями. В жарком климате их можно выставлять на открытый воздух, но следует защищать от прямых солнечных лучей. Зимой рекомендуется хранить в помещении. В качестве грунта можно очень рыхлый субстрат, такой как смесь плодородной земли, торфа, листового перегноя и песка. Также добавляют органические удобрения. Весной и летом растение регулярно подкармливают комплексными удобрениями в соотношении 10 г на ведро грунта. Рекомендуется частое опрыскивание.
Летом рекомендуется регулярно и обильно поливать отстоявшейся или дождевой водой, а зимой полив должен быть очень умеренным. При пересадке рекомендуется частично обновить грунт и провести подкормку минеральными удобрениями. Размножение производят дочерними побегами или семенами. При пересадке рекомендуется отделять детки, которые легко укореняются при температуре почвы свыше 20 °С. Оптимальная температура зимой составляет 18-20 °С, а летом 22-28 °С. Температура почвы не должна быть ниже температуры воздуха. Если растение находится в слишком влажном субстрате, его корневая система зимой может быть повреждена червецами.